# Майже проста група
Кажуть, що група майже проста, якщо вона містить неабелеву просту групу і міститься в групі автоморфізмів цієї простої групи. У символьному записі група A майже проста, якщо існує проста група S, така, що {\displaystyle S\leq A\leq \operatorname {Aut} (S)}.

## Приклади
- Тривіально, неабелеві прості групи та повні групи автоморфізмів майже прості, але є приклади майже простих груп, які не є ні простими, ні повними групами автоморфізмів.
- Для {\displaystyle n=5} або {\displaystyle n\geqslant 7} симетрична група {\displaystyle S_{n}} є групою автоморфізмів простої знакозмінної групи {\displaystyle A_{n},} так що {\displaystyle S_{n}} є майже простою в цьому тривіальному сенсі.
- Для {\displaystyle n=6} існує гарний приклад, оскільки, {\displaystyle S_{6}} міститься точно між простою групою {\displaystyle A_{6}} і {\displaystyle \operatorname {Aut} (A_{6}),} внаслідок виняткових зовнішніх автоморфізмів[en] групи {\displaystyle A_{6}}. Дві інші групи, група Матьє {\displaystyle M_{10}} і проєктивна повна лінійна група {\displaystyle \operatorname {PGL} _{2}(9)}, також містяться точно між {\displaystyle A_{6}} і {\displaystyle \operatorname {Aut} (A_{6}).}

## Властивості
Група автоморфізмів неабелевої простої групи є повною групою (відображення суміжних класів є ізоморфізмом у групу автоморфізмів), але власна підгрупа повної групи автоморфізмів не обов'язково повна.

## Структура
Згідно з гіпотезою Шраєра, нині повсюдно прийнятою як наслідок класифікації простих скінченних груп, група зовнішніх автоморфізмів скінченної простої групи розв'язна. Отже, скінченна проста група є розширенням розв'язної групи за простою групою.